# Moulin Brunet
De Moulin Brunet is een windmolen gelegen in de gemeente Walincourt-Selvigny, in het zuiden van de plaats Walincourt, in het Franse Noorderdepartement. Het is een ronde stenen molen die dienstdeed als korenmolen.

## Geschiedenis
Reeds in 1293 was er sprake van een natuurstenen windmolen te Walincourt. De huidige molen werd in de 15e eeuw gebouwd. De molen was, gedurende het feodale tijd, een banmolen, toebehorend aan de heer van Walincourt.
Na de Franse Revolutie kwam de molen in handen van particuliere molenaars. Het bedrijf werd voortgezet tot 1914, toen het bedrijf werd gestaakt ten gevolge van de Eerste Wereldoorlog. De laatste molenaar was Arthur Brunet, waar de molen naar vernoemd is. In 1916 kwam in de nabijheid van de molen een piloot neer, waarop de Duitse bezetter in de molen een uitzichtpost oprichtte die dienstdeed tot het eind van de oorlog.
De molen raakte in verval en uiteindelijk bleef een ruïne over. Vanaf 1987 vonden pogingen plaats om de molen te redden. In 1990 werd de molen aangekocht door de gemeente. De vereniging Amis du Vieux Moulin werd opgericht. Eerst werd de natuurstenen, gewelfde kelder van de molen veiliggesteld. Vanaf 1992 werd de molenromp uit natuursteen en baksteen opgemetseld. De kap werd in 1998 geplaatst. In 2002 volgden de wieken. Op 29 september 2002 werd de molen ingewijd.